# Brûleurs de Loups de Grenoble
Die Brûleurs de Loups de Grenoble (offizieller Name: Grenoble Métropole Hockey 38) sind eine französische Eishockeymannschaft aus Grenoble, welche 1963 gegründet wurde und seit der Saison 2000/01 durchgehend in der Ligue Magnus, der höchsten französischen Eishockeyliga, spielt. Seine Heimspiele trägt der Club im 4.208 Zuschauer fassenden Patinoire Polesud aus.

## Geschichte
Schon nach Gründung des Vereins 1963 erhielt das Team von Albert Fontaine, Reporter des Dauphiné libéré, den Beinamen Brûleurs de Loups (deutsch wörtlich: Verbrenner der Wölfe), offiziell trägt die Profimannschaft des Clubs diesen Namen jedoch erst seit 1992.

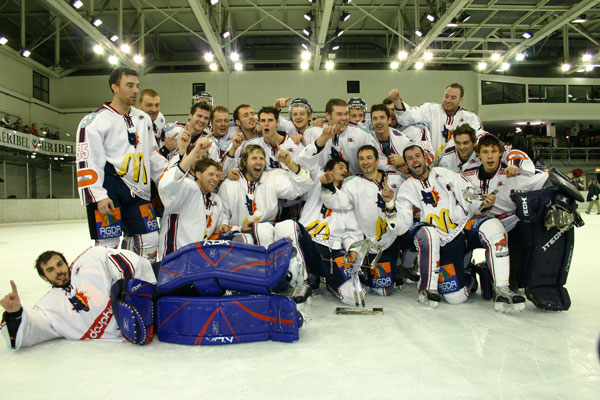
Meisterfeier 2007

In den frühen 1980ern sowie in den 1990ern konnte das Team bereits viermal die Französische Meisterschaft gewinnen. Es folgte ein kompletter Umbruch, der eng mit einer neuen Organisation sowie dem Bau des neuen Stadions im Jahr 2001 verbunden war. Ab dem Jahr 2004 folgte die bislang erfolgreichste Phase in der Vereinsgeschichte. Zunächst wurde Grenoble 2004 Vizemeister und erreichte das Finale der Coupe de France, drei Jahre später gelang in der Saison 2006/07 unter Trainer Gérald Guennelon der Gewinn der fünften Meisterschaft und der Coupe de la Ligue.
Nachdem der bisherige Trainer Guennelon den Verein nach dem Double 2007 verlassen hatte, verpflichtete Grenoble mit dem Schweden Mats Lusth einen erfahrenen ehemaligen Elitserien-Spieler, der drei Mal die schwedische Meisterschaft in seiner aktiven Karriere gewinnen konnte. Unter Lusth konnte Grenoble seinen Erfolg fortsetzen und 2008 die Trophée des Champions und die Coupe de France, so wie Ende Dezember 2008 die Coupe de la Ligue gewinnen. In der Saison 2008/09 erreichte Grenoble erstmals in der Vereinsgeschichte das Triple aus Meisterschaft, Pokal und Ligapokal. 2011 konnte erneut der Ligapokal gewonnen werden. 2015 gewann die Mannschaft zwar die Hauptrunde der Ligue Magnus, schied aber bereits im Playoff-Viertelfinale gegen den Club des Patineurs et Hockeyeurs Dijonnais aus. Die siebte Meisterschaft konnte im Jahr 2019 errungen werden.

## Erfolge
- Ligue Magnus (9)

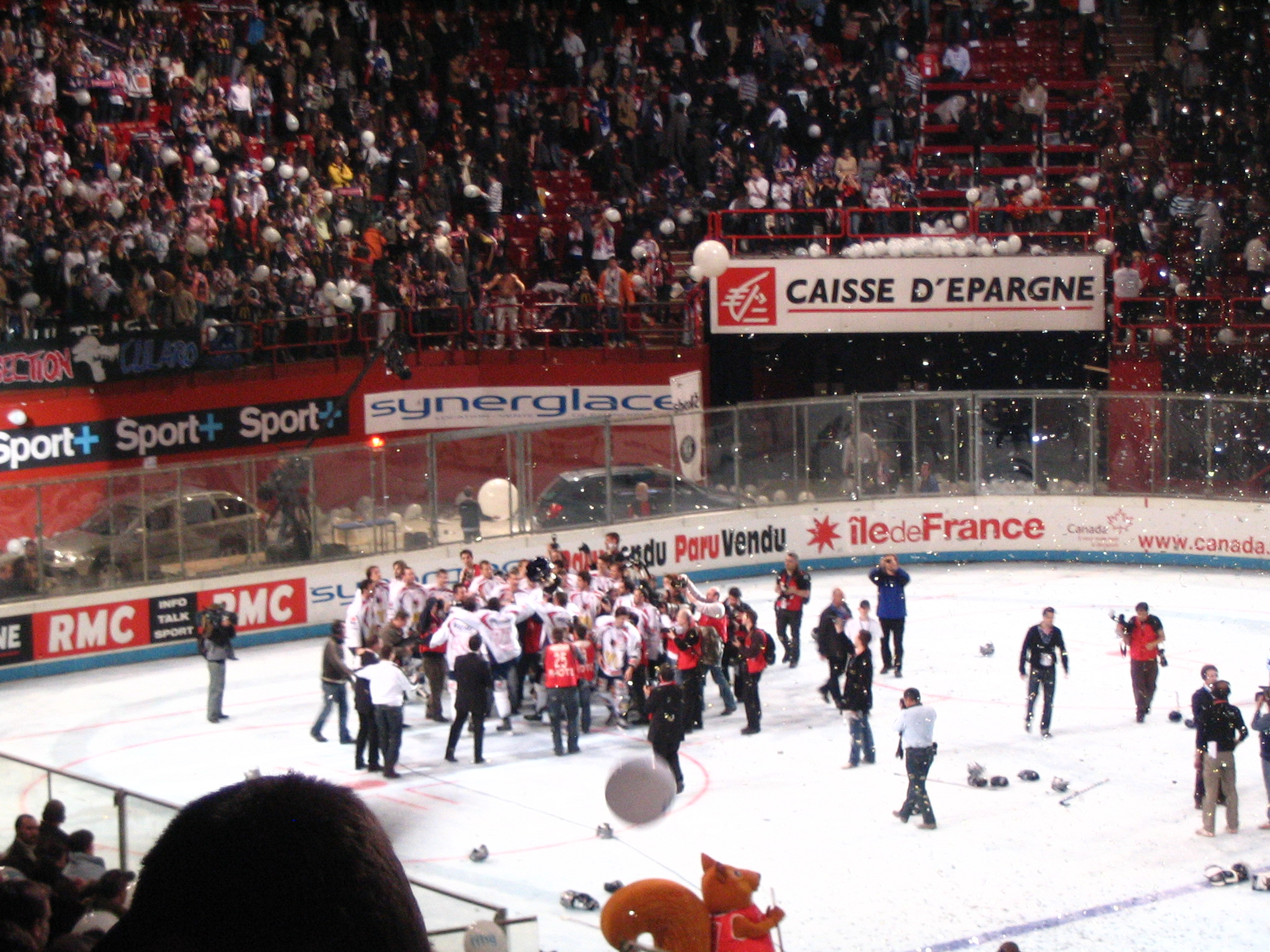
Feier nach dem Gewinn des Coupe de France 2008

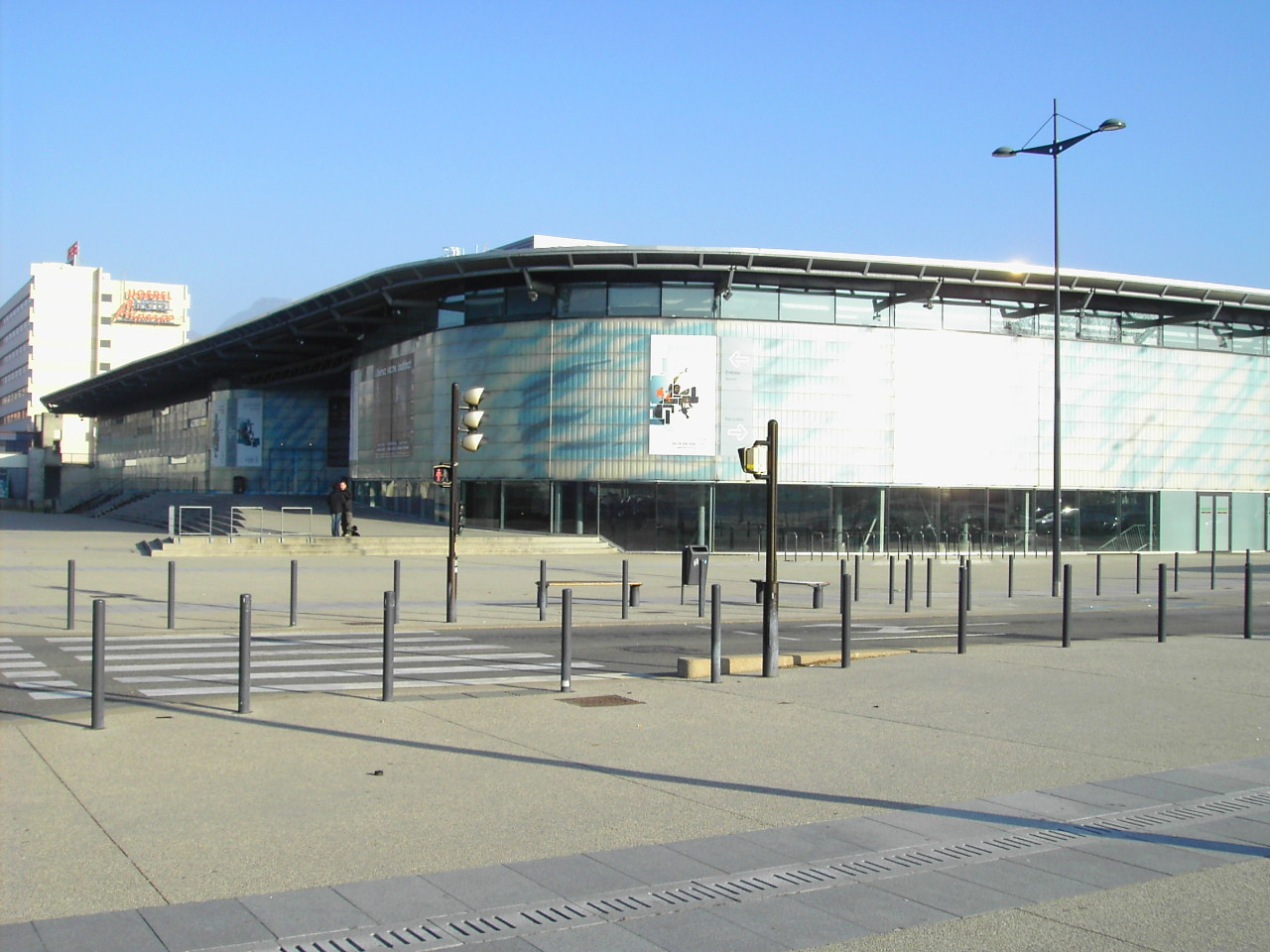
Patinoire Polesud, Heimstadion der Brûleurs de Loups

  - Meister: 1981, 1982, 1991, 1998, 2007, 2009, 2019, 2022 und 2025
  - Vizemeister: 1967, 1968, 1977, 1983, 1990, 2004, 2012, 2018 und 2023
- Coupe de France (5):
  - Pokalsieger: 1994, 2008, 2009, 2017 und 2023
  - Finalist: 2004 und 2016
- Coupe de la Ligue (4):
  - Pokalsieger: 2007, 2009, 2011 und 2015
  - Finalist: 2010
- Trophée des Champions (4):
  - Pokalsieger: 2008, 2009, 2011 und 2017
  - Finalist: 2007

## Bekannte ehemalige Spieler

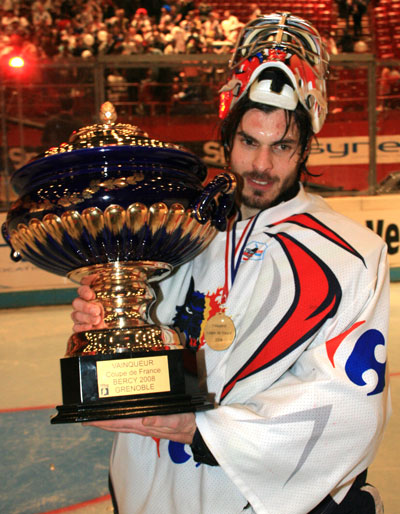
Torhüter Eddy Ferhi mit dem Coupe de France 2008

| - Baptiste Amar - Benoît Bachelet - Simon Bachelet - Jean-François Bonnard - Philippe Bozon | - Cristobal Huet - Roger Jönsson - Gaëtan Laliberté - Laurent Meunier - Josef Podlaha | - Christian Pouget - Patrick Rolland - Jesse Saarinen - Ari Salo - Alexandre Texier - Jean-Marc Djian | - Bernard Seguy - Yves Crettenand - Jean-Philippe Lemoine - Martin Roh |